# Martin Svrček
Martin Svrček (* 17. února 2003) je slovenský profesionální silniční cyklista jezdící za UCI WorldTeam Soudal–Quick-Step.

## Kariéra

### Začátky
Svrček se zpočátku v dětství věnoval lednímu hokeji. K cyklistice se dostal přes kamaráda, který sám jezdil na kole. Svrček navíc cyklistiku využíval jako hokejovou letní přípravu a jeho otec byl též cyklistou. Dva roky oba sporty kombinoval, až se ve 14 letech rozhodl pro cyklistiku.
V sezóně 2021 Svrček závodil za italský amatérský tým Team Franco Ballerini, v jehož barvách získal celkem 15 vítězství, včetně titulů slovenského národního juniorského šampiona v časovce a silničním závodu. Na mistrovství Evropy získal 8. místo v juniorském silničním závodu poté, co ztratil 10 sekund na vítězného Romaina Grégoira z Francie. Dalším důležitým závodem na Svrčkově programu bylo mistrovství světa konané v Bruggách a Lovani. Po 17. místě v juniorské časovce se postavil na start silničního závodu. V něm se v závěru ocitl ve skupině bojující o bronzovou medaili, ta mu však unikla, neboť byl ve sprintu poražen Madisem Mihkelsem z Estonska a bral tak čtvrté místo. Sezónu zakončil na začátku října šestým místem na závodu Paříž–Roubaix Juniors.

### Biesse–Carrera (2022)
První polovinu sezóny 2022 strávil Svrček v italském UCI Continental týmu Biesse–Carrera. Za tým jezdil převážně závody určené pro jezdce do 23 let, ale zúčastnil se i svého prvního profesionálního závodu, Gira di Sicilia. Dokončil ho na celkovém 70. místě. Později však při nehodě utržil zlomeninu klíční kosti, kvůli níž nemohl závodit. Vrátil se až na konci června na národním šampionátu v Mladé Vožici, na němž dojel pátý v elitním silničním závodu.

### Quick-Step–Alpha Vinyl (2022–)
V září 2021 Svrček podepsal konkrakt s týmem Deceuninck–Quick-Step, později přejmenovaném na Quick-Step–Alpha Vinyl, od 1. července 2022 do konce sezóny 2024.

## Hlavní výsledky
2020
Národní šampionát
 vítěz časovky juniorů
3. místo silniční závod juniorů
2021
Národní šampionát
 vítěz silničního závodu juniorů
 vítěz časovky juniorů
Mistrovství světa
4. místo silniční závod juniorů
6. místo Paříž–Roubaix Juniors
Medzinárodné dni cyklistiky Dubnica nad Váhom
7. místo celkově
vítěz 3. etapy
Mistrovství Evropy
8. místo silniční závod juniorů
2022
Národní šampionát
5. místo silniční závod
2023
Mistrovství světa
 3. místo silniční závod do 23 let
2024
Mistrovství světa
 2. místo silniční závod do 23 let